# Jorgo Chatzimarkakis

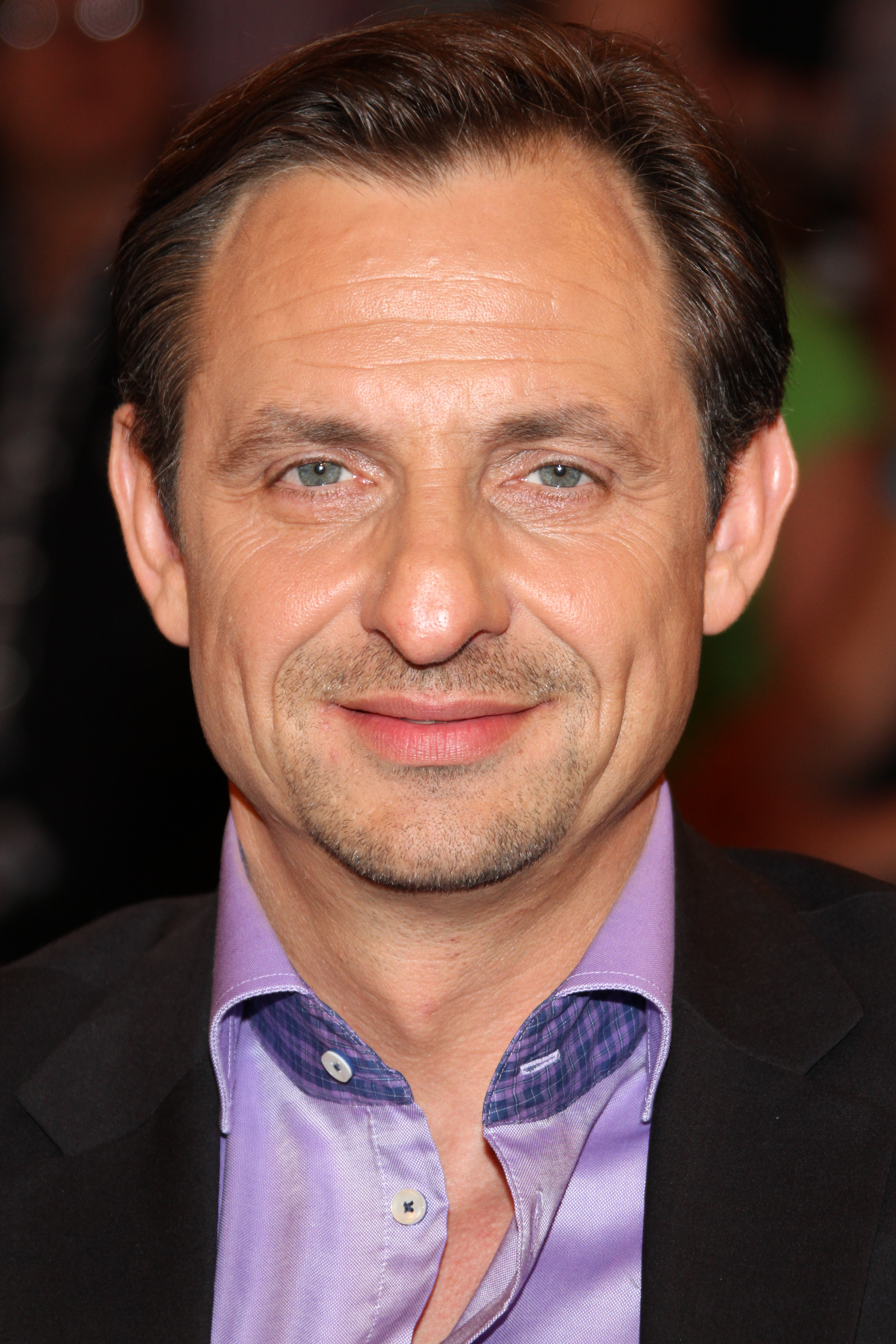
Jorgo Chatzimarkakis (2012)

Georgios „Jorgo“ Chatzimarkakis (griechisch Γεώργιος Χατζημαρκάκης; * 21. April 1966 in Duisburg) ist CEO von Hydrogen Europe, eines Verbands von Industrieunternehmen, die sich im Bereich der Wasserstofftechnik engagieren, und ein deutsch-griechischer Politiker (ÖDP) (bis 2014 FDP, ab 2014 Hellenische Europabürger/Έλληνες Ευρωπαίοι Πολίτες) und ehemaliges Mitglied des Europäischen Parlaments für die FDP in der ALDE-Fraktion. Von 2014 bis 2015 war er Ehrenbotschafter der griechischen Regierung. Er hat sowohl die deutsche als auch die griechische Staatsangehörigkeit.

## Leben

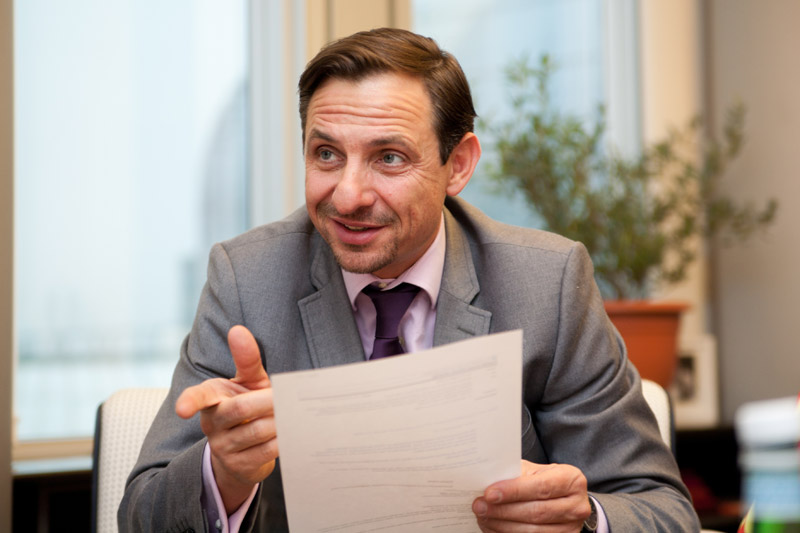
Jorgo Chatzimarkakis (2006)

### Ausbildung und Beruf
Chatzimarkakis wurde 1966 als Sohn eines griechischen Gastarbeiters und einer deutschen Mutter mit brandenburgischer Herkunft geboren. Bis zum Abschluss seiner Schulzeit mit dem Abitur am altsprachlich-humanistisch geprägten Landfermann-Gymnasium lebte Chatzimarkakis in Duisburg. Danach studierte er an der Rheinischen Friedrich-Wilhelms-Universität Bonn Agrarwissenschaften (1985–1987) und Politikwissenschaft mit den Nebenfächern Wirtschaftsgeschichte sowie Völker- und Europarecht (1989–1993). Im April 1993 schloss er sein Studium mit dem Magister artium (M. A.) der philosophischen Fakultät ab. Von 1993 bis 1996 arbeitete er als wissenschaftlicher Referent der Bundestagsabgeordneten Cornelia von Teichman und Logischen und als Büroleiter von Helmut Schäfer im Deutschen Bundestag, unterbrochen von einem dreimonatigen Forschungsaufenthalt 1995 am St Antony’s College der University of Oxford unter Betreuung von Ralf Dahrendorf.
In den Jahren 1996 bis 1998 war Chatzimarkakis Mitglied des Planungsstabs des Auswärtigen Amtes. 1999 wechselte er zur Unternehmensberatung „polit data concept“, deren Geschäftsführender Gesellschafter er bis 2004 war. Von 1997 bis 2001 hatte er einen Lehrauftrag an der Universität Duisburg im Fachbereich Europapolitik. In diese Zeit fiel auch seine Promotion mit dem Thema Informationeller Globalismus – Kooperationsmodell globaler Ordnungspolitik am Beispiel des Elektronischen Geschäftsverkehrs im Jahr 2000 am Lehrstuhl für Politische Wissenschaft der Universität Bonn. Erster Berichterstatter an der Universität war Detlev Karsten, zweiter Berichterstatter war Uwe Holtz. Dieser Doktorgrad wurde ihm am 13. Juli 2011 wegen Plagiaten aberkannt. Von März 2002 bis 2008 hatte Chatzimarkakis einen Lehrauftrag an der Universität des Saarlandes im Fachbereich Informationswissenschaft.
Seit dem 1. Februar 2016 arbeitet Chatzimarkakis als Generalsekretär/CEO beim Verband Hydrogen Europe in Brüssel.

### Parteilaufbahn
Chatzimarkakis begann seine politische Laufbahn mit dem Eintritt in die ÖDP (Ökologisch Demokratische Partei) im Jahre der Tschernobyl-Katastrophe 1986. Er gab mehrfach an, dass die Programmatik dieser Partei zur Nutzung von Solarenergie für die Herstellung von Wasserstoff ausschlaggebend für den Eintritt in die ÖDP war, der er bis zum Jahre 1990 angehörte. Er wurde von den Jungen Liberalen zum Eintritt in die FDP ermuntert, der er im selben Jahr beitrat. Er war von 1995 bis 2011 Mitglied im Bundesvorstand der FDP und im Rat der ELDR. Von 2002 bis 2010 war er Generalsekretär des Landesverbandes Saarland. Er gehörte parteiintern dem für einen eher sozial-liberalen Kurs eintretenden sogenannten „Dahrendorf-Kreis“ an.
Im September 2007 machte Chatzimarkakis bundesweit auf sich aufmerksam, als er in einem Strategiepapier eine Fusion von FDP und den Grünen vorschlug.
Im Juni 2010 brachte Chatzimarkakis die Idee einer Bildungsstiftung ins Gespräch. Diese Stiftung soll von wohlhabenden Deutschen, die auf freiwilliger Basis spenden, finanziert werden. Die Stiftung soll u. a. frühkindliche Erziehung, Integrationshilfe und/oder die Bildung sozial Schwächerer fördern.
In der parteiinternen Diskussion nach den drei Landtagswahlen im März 2011 trat Chatzimarkakis als ein Wortführer der Kritik an Parteichef Westerwelle auf.
Am 23. Januar 2014 gründete Chatzimarkakis in Griechenland die Partei Hellenische Europabürger (Έλληνες Ευρωπαίοι Πολίτες), für die er bei der Europawahl 2014 kandidierte. Anfang 2014 trat er daraufhin aus der FDP aus und begründete dies mit der Europapolitik unter dem ehemaligen FDP-Vorsitzenden Philipp Rösler. Mit 1,44 % der Stimmen bei der Europawahl 2014 blieb die Partei Hellenische Europabürger jedoch unterhalb der 3-Prozent-Hürde. Somit ist Chatzimarkakis nicht mehr Mitglied des Europaparlaments.
Im März 2018 ist Chatzimarkakis wieder der ÖDP beigetreten. Von Juli 2018 bis Mai 2025 war er Vorsitzender des ÖDP-Landesverbandes Saarland, trat 2025 aber nicht mehr zur Wiederwahl an.

### Abgeordnetentätigkeit
Nach der Europawahl in Deutschland 2004 wurde Chatzimarkakis Abgeordneter im Europäischen Parlament. Er war Mitglied im Ausschuss für Haushaltskontrolle und stellvertretendes Mitglied im Ausschuss für Industrie, Forschung und Energie. Er war außerdem Vorsitzender der Delegation im gemischten parlamentarischen Ausschuss EU-Ehemalige Jugoslawische Republik Mazedonien. Im Zusammenhang mit dem Maßnahmenbündel der Europäischen Kommission zur Verbesserung der Arzneimittelsicherheit in der EU trat Chatzimarkakis für eine Lockerung des Werbeverbots für verschreibungspflichtige Medikamente ein.
Im Juni 2012 gründete er in Brüssel den Abgeordnetenkreis „Friends of Greece“. Zu den Klagen vor dem Bundesverfassungsgericht gegen ESM und Fiskalpakt äußerte er Mitte 2012: „Die Stabilisierung unserer Währung und damit unseres Wohlstands ist wichtiger als rechtstheoretisches Klein-Klein“.

### Sonstiges Engagement
Chatzimarkakis war Mitglied der Europa-Union Parlamentariergruppe Europäisches Parlament. Im November 2004 wurde Chatzimarkakis zum Präsidenten der Deutsch-Hellenischen Wirtschaftsvereinigung gewählt. 2009 wurde er Vize-Präsident der World Hellenic Inter-Parliamentary Association (WHIA).

### Plagiatsverdacht und Entzug des Doktorgrads
Laut der Internetplattform VroniPlag Wiki enthielten über 70 % der Seiten der Dissertation Chatzimarkakis’ Plagiate.
Chatzimarkakis erklärte, er habe in verschiedenen Weisen zitiert, was Platz für Spekulationen schaffe. In allen Fällen habe er die entlehnten Gedankengänge oder Sinnzusammenhänge durch Fußnoten ausgewiesen. In acht Fällen fehle die Quellenangabe aufgrund eines Redaktionsversehens, die genutzten Quellen seien aber allesamt im Literaturverzeichnis zu finden.
Am 13. Juli 2011 beschloss der Fakultätsrat der Philosophischen Fakultät der Universität Bonn die Aberkennung des Doktorgrades. Die Doktorarbeit gebe Texte anderer Autoren wörtlich wieder, ohne dass sie durch Anführungsstriche als Zitate kenntlich gemacht seien, und vermittele so den Eindruck, es spreche der Autor Chatzimarkakis selbst. Die Promotionskommission habe festgestellt, dass über die Hälfte der Arbeit nicht von Chatzimarkakis verfasst sei.
Chatzimarkakis’ Klage gegen diese Entscheidung wurde am 22. März 2012 vom Verwaltungsgericht Köln abgewiesen. Die Fakultät habe zutreffend eine Täuschung angenommen, da der Kläger weite Passagen seiner Dissertation wörtlich aus fremden Werken übernommen habe, ohne diese eindeutig und entsprechend den Regeln wissenschaftlicher Arbeit zu kennzeichnen.
Nach dieser Entscheidung erklärte Chatzimarkakis, er werde eine neue Doktorarbeit verfassen, um seine wissenschaftliche Reputation wiederherzustellen. Gleichzeitig ging er gegen die gerichtliche Entscheidung in Berufung. Einen Antrag auf Zulassung der Berufung gegen das Urteil des Verwaltungsgerichts Köln lehnte das Oberverwaltungsgericht Nordrhein-Westfalen mit Beschluss vom 24. März 2015 ab. Damit ist das Urteil des Verwaltungsgerichts Köln rechtskräftig. Im Rückblick blieb dieser Ausgang des Plagiatsverfahrens im Vergleich zum Verlauf in anderen prominenten Fällen nicht unumstritten.

### Privates
Chatzimarkakis ist mit Manuela Ripa, einer EU-Abgeordneten der ÖDP, die zeitweise auch die Leiterin seines Büros als EU-Abgeordneter war, verheiratet und hat vier Töchter.

## Politische Positionen

### Griechenlandkrise
Chatzimarkakis kritisierte im März 2012 die regierenden Eliten seines Landes und befürwortete, Griechenland im Euro zu halten. Chatzimarkakis ist der Ansicht, dass ein Austritt Griechenlands aus der Eurozone und eine Rückkehr zur Drachme das Land um zwei Jahrzehnte zurückwerfen könnte. Chatzimarkakis kritisierte wiederholt die Troika.
Am 9. Februar 2012 äußerte er im Deutschlandfunk, es gebe eine „massive Verarmung“ vieler Griechen infolge der Sparpolitik. 2011 forderte er in einem Meinungsbeitrag für die Wochenzeitung Die Zeit einen „Herkules-Plan“ für Griechenland, d. h. einen EU-Marshallplan mit Investitionen in u. a. Gesundheitstourismus, erneuerbare Energien sowie Informationstechnologie. 2010 forderte er den Aufbau einer Mittelstandsbank.
Im April 2013 erklärte Chatzimarkakis, er werde bei der Europawahl 2014 nicht mehr für die deutsche FDP, sondern stattdessen für eine Partei in Griechenland antreten. Im Gespräch sei die Demokratische Linke. Seinen Schritt begründete er mit seiner Unzufriedenheit mit der deutschen Euro-Politik und seiner Loyalität zum Griechentum.
Im März 2015 – sechs Wochen zuvor hatte das Kabinett Tsipras I nach einer vorgezogenen Parlamentswahl die Regierung übernommen – forderte Chatzimarkakis, Deutschland solle als „Wiedergutmachung für Nazi-Verbrechen“ Milliarden für eine griechische Aufbaubank bezahlen. Das Amt als griechischer Sonderbotschafter, das er ab Ende 2014 innehatte, gab er in Absprache mit Ministerpräsident Alexis Tsipras im Mai 2015 auf.

## Veröffentlichungen
- Europäischer Grundvertrag 2002. Für ein Europa der Freiheit. Mit einem Geleitwort von Klaus Kinkel und Kommentaren von Ralf Dahrendorf und Hans-Dietrich Genscher. Bouvier, Bonn 1996, ISBN 3-416-02638-1.
- hrsg. mit Holger Hinte: Freiheit und Gemeinsinn. Vertragen sich Liberalismus und Kommunitarismus? Lemmens, Bonn 1997, ISBN 3-932306-02-3.
- hrsg. mit Holger Hinte: Brücken zwischen Freiheit und Gemeinsinn. Positionen – Konzepte – Modelle. Lemmens, Bonn 1999, ISBN 3-932306-23-6.
- Informationeller Globalismus. Kooperationsmodell globaler Ordnungspolitik am Beispiel des elektronischen Geschäftsverkehrs. 2000 (Dissertation, Universität Bonn, 2000, wegen Plagiaten aberkannt).
- Europäischer Patriotismus. Unsere Interessen zwischen Amerika und China. Lit, Berlin/Münster 2007, ISBN 978-3-8258-0272-1.
- Tagebuch eines griechischen Euro. Größenwahn Verlag 2015, ISBN 978-3-95771-073-4.